# وجوه وأماكن (مسلسل)
وجوه وأماكن مسلسل درامي اجتماعي سوري مؤلف من 34 حلقة. يحكي المسلسل من خلال ثلاث حكايات عن مصائر السوريين في زمن يمتد قصيراً قبل بدء الثورة في سورية ومن ثمَّ يدخل على تلك الفترة من حياة السوريين في بلادهم، والمسلسل من إنتاج ميتافورا للإنتاج الفني تم بثه لأول مرة على شاشة التلفزيون العربي عام 2015 ثم أعيد بثه على قناة ميتافورا على منصة يوتيوب عام 2016 ثم أعيد بثه على تلفزيون سوريا عام 2018، والمسلسل من إخراج هيثم حقي.

## قصة العمل
يتكون من ثلاثة أجزاء، الجزء الأول (وقت مستقطع) وهو مكون من 13 حلقة تدور أحداثه داخل أسرة مهندس معلوماتيات متزوج من سيدة حاصلة على الدكتوراه في القانون، تنقسم الأسرة بعد قيام الأزمة السورية بسبب زواج إحدى بناته من شاب موالي للنظام، الجزء الثاني  (مدينة الذهب) وهو مكون من 11 حلقة تجري أحداثه في قرية مطلة على البحر حول مراهق يريد الهروب من عمله الشاق بعيدًا وتجري أحداثه عشية بداية الأزمة السورية ، الجزء الثالث (القلعة) وهو مكون من 10 حلقات تدور أحداثه في قرية محافظة يعود فيها نحات سوري إلى إلى القرية التي تعيش بها حبيبته التي لم يستطع تزوجها ويشهدان صعود الأصولية والتطرف وحقد زوجها المتطرف على النحات عقب الأزمة السورية.
التصوير تم في عدد من المدن التركية ومنها مرسين،غازي عنتاب على أساس ان الاحداث تدور في سوريا

## طاقم العمل
جمال سليمان
مازن (وقت مستقطع)
يارا صبري
دارينا الجندي
سوسن أرشيد
سلافة
مازن الناطور
فارس الحلو
كمال البني - أبو موفق (الحكاية الثالثة ـ مدينة الذهب)
دارينا الجندي
عبد الحكيم قطيفان
مكسيم خليل
عزة البحرة
مجد فضة
عبد القادر المنلا
فرزدق ديوب
بسام قطيفان
رغد المخلوف
رمزي شقير
نوار يوسف
أحمد كيكي
نادين ويلسون نجيم
ولاء عزام